# Soay Mòr
Pour les articles homonymes, voir Soay.
Soay Mòr est une petite île à proximité de Harris, la région méridionale de Lewis et Harris, principale île des Hébrides extérieures au Nord-Ouest de l'Écosse.

## Référence
- (en) Cet article est partiellement ou en totalité issu de l’article de Wikipédia en anglais intitulé « Soay Mòr » (voir la liste des auteurs).